# Polymetal
Polymetal International (en russe : Полиметалл) est une entreprise russe de métaux précieux. Elle est le troisième producteur d'argent au monde et premier producteur national, et quatrième producteur d'or de Russie.
Fondée en 1998, l'entreprise, dont le siège opérationnel est situé à Saint-Pétersbourg, a son bureau d'enregistrement situé à Saint-Hélier à Jersey. Le groupe est présent à la Bourse de Londres et fait partie de l'indice FTSE 250. Il est aussi listé sur l'indice MICEX en Russie.

## Historique
En février 2024, à la suite des sanctions contre la Russie liées à la guerre en Ukraine, Polymetal International annonce la vente pour 3,7 milliards de dollars de ses activités en Russie qui représente une large partie de ses activités, à Mangazeya Plus, une entreprise russe, à un prix largement inférieur à sa valeur attendue, dans le but d'éviter une nationalisation. En parallèle, Polymetal International déplace son siège social du Kazakhstan à Jersey.